# 谢利·卡根
谢利·卡根（英語：Shelly Kagan，/ˈkeɪɡən/，1956年—）是一位美国哲学家，专攻道德哲学和規範倫理學，耶鲁大学教授，在耶鲁大学开放课程中有开设26节课的《死亡》（Death），受到许多好评，主要作品有《道德的极限》（The Limits of Morality，1989年）等。